# Antena 3 CNN
Antena 3 CNNはルーマニアのAntena TV Group傘下に置くルーマニアのテレビチャンネル。2005年6月27日開局。